# Clara Chappaz
Clara Chappaz, (París, 14 de juny de 1989) a París, és una empresària i política francesa.
El 21 de setembre de 2024 va ser nomenada Secretària d'Estat d'intel·ligència artificial i afers digitals del ministre d'Educació Superior i Recerca Patrick Hetzel.

## Biografia
Clara Chappaz va néixer el 14 de juny de 1989 al districte 14 de París del matrimoni de l'empresari Pierre Chappaz i d'una professora de física i química. Va fer estudiar a l'institut Saint-Louis de París i es va incorporar a l'ESSEC Business School (promoció 2012). Uns anys més tard, va obtenir un MBA a la Harvard Business School.
Entre 2013 i 2016, va ocupar diferents càrrecs dins de l'empresa Zalora, una plataforma de moda de comerç electrònic al sud-est asiàtic i filial del Global Fashion Group. Durant el seu MBA a la Harvard Business School va crear la seva pròpia start-up, Lullaby, un mercat de segona mà per a productes per a nadons. També va treballar per l'empresa BCG a Nova York. Entre 2021 i 2024 fou directora de la French Tech Mission, una agència pública adscrita a la Direcció General d'Empreses. També ha treballar com a directora de creixement i directora de negocis de l'empresa Vestiaire Collective, entre 2019 i 2021. Forma part del cicle d'auditors 2024-2025 de l'Institut d'Estudis Avançats de Defensa Nacional.
El 21 de setembre de 2024, succeint a Marina Ferrari, va ser nomenada secretària d'Estat encarregada d'Intel·ligència Artificial i Afers Digitals al Govern de Michel Barnier.